# 巽他鸺鹠
巽他鸺鹠（学名：Taenioptynx sylvaticus），是鸮形目鸱鸮科的一种鸟类。

## 特征
巽他鸺鹠体重约59.4克，翼长约92.6毫米，嘴峰长约20.5毫米，喙宽度约6.7毫米，喙厚度约10.6毫米，跗蹠长约16.7毫米，尾长约50.4毫米。巽他鸺鹠在其分布区内为留鸟，其栖息在密集的高大树木组成的森林中，食性为肉食性，主要食物来源是陆生脊椎动物。

## 亚种
- ：分布于苏门答腊岛。
- ：分布于婆罗洲。[4]